# Річард Спенсер
Річард Вон Спенсер (англ. Richard Vaughn Spencer; нар. 18 січня 1954, Вотербері, Коннектикут) — американський бізнесмен і політик, 76-й і нинішній Міністр військово-морських сил США з 2017 року. Віце-голова і фінансовий директор Intercontinental Exchange з листопада 2001 по січень 2008 року.

## Біографія
Він вивчав економіку в Роллінс-коледжі. Спенсер служив у Корпусі морської піхоти США з 1976 по 1981 рік морським авіатором, має звання капітана.
Спенсер працював на Волл-стріт протягом 15 років, обіймав посади у Goldman Sachs, Bear Stearns, Donaldson, Lufkin & Jenrette, AG Becker, Paine Webber і Merrill Lynch. Він працював у Раді з питань оборонного бізнесу, консультативній групі Пентагону, з 2009 по 2015 рік і входив до складу Виконавчої групи Керівника військово-морськими операціями.